# Рисоварка

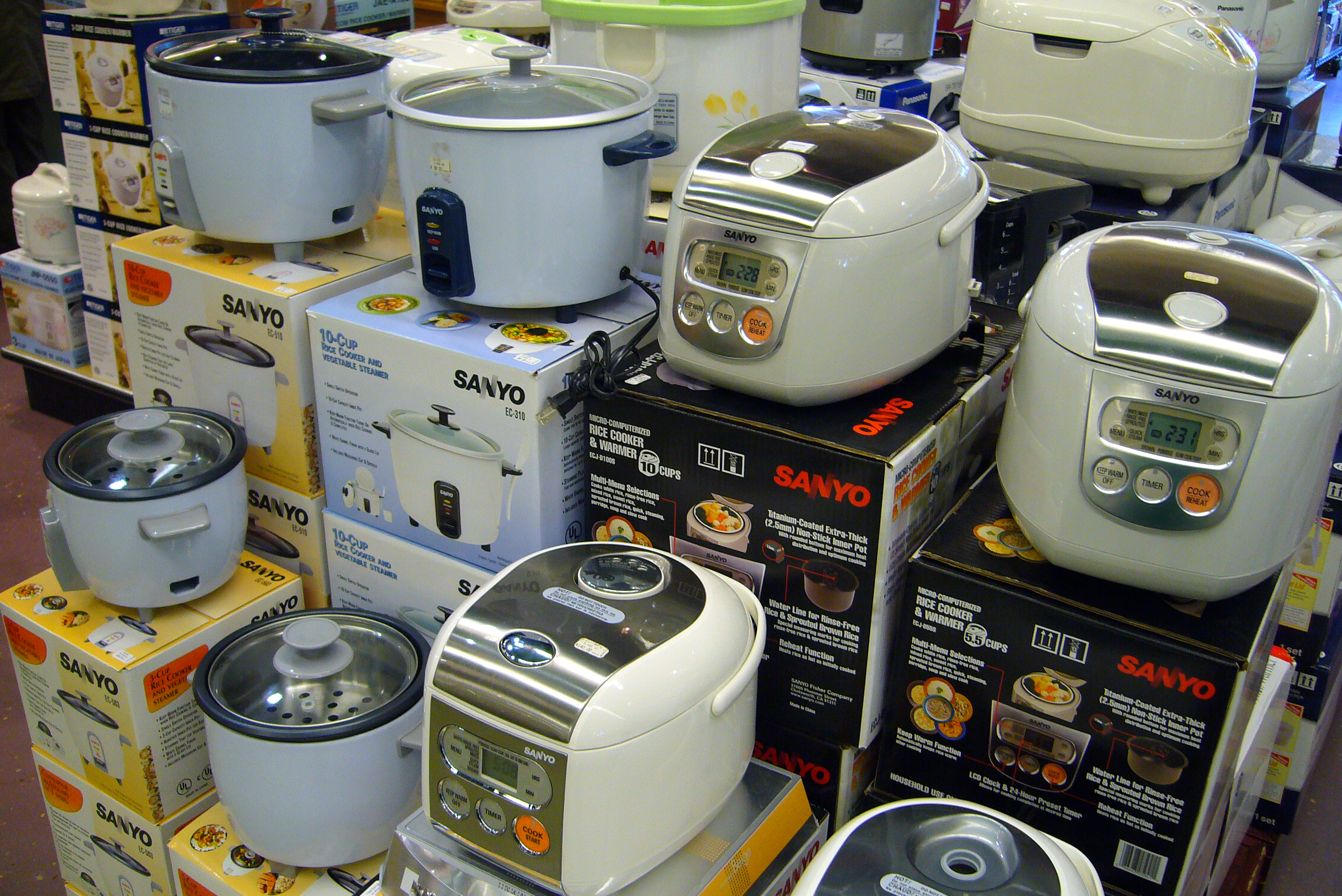
Асортимент рисоварок

Рисова́рка — кухонний прилад для приготування рису. Може мати функції скороварки, пароварки, варіння при низькій температурі тривалий час (томління), хлібопічки.
Рисоварка широко поширена в країнах Південно-Східної Азії у зв'язку з високим рівнем споживанням рису в цьому регіоні.

## Принцип роботи
Чаша в рисоварці, зазвичай, знімна, під нею знаходиться нагрівач і термостат, який пружина притискає до дна чаші для створення щільного контакту. Під час варіння суміш рису і води нагрівається на повну потужність. Вода закипає при 100 ° C і починається варіння. Наприкінці варіння вільної води не залишається, частина її поглинається рисом, а частина википає. У міру того, як нагрівання продовжується, температура підвищується вище точки кипіння, що призводить до спрацьовування термостата. Після цього деякі рисоварки перемикаються в малопотужний режим підтримки тепла, зберігаючи рис при температурі близько 65 ° C; прості моделі відключаються.